# Sainte-Croix (Lot)
Sainte-Croix korábbi község Franciaországban, Lot megyében. Lakosainak száma 76 fő (2018. január 1.). Sainte-Croix Belmontet, Lebreil, Valprionde, Montcuq és Montcuq-en-Quercy-Blanc községekkel határos.
2016. január 1-jén négy másik korábbi községgel egyesült és az így létrejött Montcuq-en-Quercy-Blanc új község része lett.

## Népesség
A település népessége az elmúlt években az alábbi módon változott:
| Lakosok száma | 72   | 65   | 41   | 52   | 69   | 81   | 80   | 70   | 65   | 76   |
|               | 1962 | 1968 | 1982 | 1990 | 1999 | 2008 | 2011 | 2013 | 2017 | 2018 |